# Abutilon abutiloides
Abutilon abutiloides là một loài thực vật có hoa trong họ Cẩm quỳ. Loài này được (Jacq.) Garcke ex Hochr. mô tả khoa học đầu tiên năm 1902.